# Alejandro Adolfo Wiesse León
Alejandro Adolfo Wiesse León OFM (ur. 11 października 1972 w Limie) – peruwiański duchowny rzymskokatolicki, wikariusz apostolski Requeny od 2022.

## Życiorys
Święcenia kapłańskie otrzymał 8 grudnia 2002 w zakonie franciszkanów. Pracował głównie jako wykładowca w seminariach i instytutach zakonnych. W latach 2014–2017 kierował zakonną parafią w Templo Faro, a w kolejnych latach pełnił funkcję ministra prowincji św. Franciszka Solano.
4 czerwca 2022 papież Franciszek mianował go wikariuszem apostolskim Requeny. Sakry udzielił mu 23 lipca 2022 metropolita Quito – arcybiskup Carlos Castillo Mattasoglio.